# Минтака
Мѝнтака (на арабски: منطقة [ˈmintˤaqa], диалектно наричана също мантика) е наименование на административно-териториална единица в някои арабски и други страни.
В Саудитска Арабия и Чад минтаката е единица от първо равнище, а в останалите страни е от второ равнище на административно-териториалното деление.
Терминът се използва в следните държави:
- Оман - в миналото (от 1-во равнище), заменен от мухафаза
- Чад – от 1-во равнище
- Саудитска Арабия – от 1-во равнище
- Сирия - от 2-ро равнище, заменил каада